# Chiesa dell'Immacolata Concezione (Bivona)
La chiesa dell'Immacolata Concezione è una chiesa sconsacrata di Bivona, comune italiano della provincia di Agrigento in Sicilia, del XVII secolo, situata nella parte centrale del paese, in piazza Giovanni Cinà. 
Fu edificata in forme barocche nel 1648, a spese del poeta e medico bivonese Giuseppe Romano (1613-1681). Acquistata da privati, venne chiusa al culto. Crollò nel corso del XX secolo. In epoca moderna, riacquistata dal comune e ristrutturata, è stata adibita a sala per eventi.
In origine la chiesa, dotata di campanile e sagrestia era a navata unica, con ricca decorazione in stucco. In facciata presentava un portale barocco, con colonne a fusto tortile, in seguito spostato nella chiesa di San Domenico (o di Santa Maria di Loreto) e sepolto dal crollo del tetto. Sull'altare maggiore si trovava una statua dell'Immacolata Concezione, oggi custodita presso la chiesa madre.